# Greta Garbo
Greta Garbo, geboren als Greta Lovisa Gustafsson (Stockholm, 18 september 1905 – New York, 15 april 1990) was een Zweedse actrice.

## Biografie

### Jeugd
Garbo werd geboren op het eiland Södermalm in Stockholm, als jongste dochter van huisvrouw - later fabriekswerkster en naaister - Anna Lovisa (1872-1944) en arbeider Karl Alfred Gustafsson (1871-1920). Ze had een oudere broer, Sven Alfred (1898-1967) en een oudere zus Alva Maria (1903–1926). Haar ouders waren ongeschoold en hadden weinig geld; Garbo groeide op in armoedige omstandigheden en beschreef haar jeugdjaren als "bruut". De familie leefde met zijn vijven in een driekamerappartement. Garbo was een tomboy en bracht haar vrije tijd het liefst door zonder gezelschap.
Al op jonge leeftijd maakte Garbo kennis met het acteervak. Tijdens de Eerste Wereldoorlog trad ze regelmatig op in shows georganiseerd door het Leger des Heils en zong ze in een koor. Geld verdiende ze met het verkopen van kranten; dit gaf ze vervolgens uit aan het bezoeken van de nickelodeon. In 1919 behaalde ze haar schooldiploma; net zoals de meeste kinderen uit Södermalm werd Garbo niet aangemoedigd om verdere scholing te zoeken, maar te gaan werken. Ze werkte parttime in een kapperszaak, waar ze scheerschuim aanbracht bij mannen. Haar voornaamste taak was echter het verzorgen van haar vader, wiens gezondheid verslechterde. Hij kreeg de griep en kon nauwelijks meer lopen; in juni 1920 overleed hij.
Nu de hoofdverdiener was overleden, kampte de familie met financiële problemen; Garbo werkte nu fulltime bij de kapper en verdiende 7 Zweedse kroon per week. Kort daarop vond ze werk als verkoper in een warenhuis en daarna als hoedenmodel. Ze werd als model opgemerkt door regisseur Ragnar Ring, die haar een kleine rol aanbood in de korte promotiefilm Herr och fru Stockholm (1920). Ze maakte indruk en mocht samen met haar zus optreden als figurante in de korte film En Lyckoriddare (1921). Op de set van Herr och fru Stockholm ontmoette ze Max Gumpel, de welvarende eigenaar van een constructiebedrijf. Gumpel raakte in haar geïnteresseerd en hoewel nooit officieel is bevestigd dat ze een romantische relatie met hem heeft gehad, bestaat hier wel veel speculatie over.

### Doorbraak in de Europese film

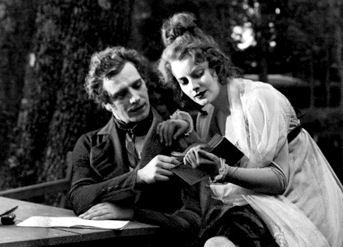
Garbo met Lars Hanson in Gösta Berlings Saga (1924)

In augustus 1921 bood Ragnar Ring haar een substantiële rol aan in een film die twee uur buiten Stockholm werd opgenomen. Garbo was gretig om de rol te accepteren, maar ze kon geen vrije dagen krijgen bij het warenhuis. Gelijktijdig werd ze door regisseur Erik A. Petschler gespot in een schoenenwinkel in Norrmalm. Garbo werd even later in het warenhuis benaderd voor een rol in Luffar-Petter (1922). Haar baas gaf wederom geen toestemming, waarna Garbo - met haar moeders zegen - in juli 1922 besloot om na twee jaar dienst ontslag te nemen om haar droom achterna te gaan. Luffar-Petter werd haar doorbraak als actrice, hoewel critici niet onder de indruk waren van haar optreden.
Het lukte Garbo niet om een nieuwe acteerklus binnen te halen en ze was genoodzaakt om weer op zoek te gaan naar een baan. Petschler moedigde haar aan om auditie te doen aan het prestigieuze Kungliga Dramatiska Teatern. Ze werd met een beurs toegelaten en raakte bevriend met klasgenoten Mimi Pollak en Alf Sjörberg. Tijdens haar studie ontmoette ze regisseur Mauritz Stiller. Hij werd haar mentor en zij kreeg van hem de bijnaam "Greta Garbo". Ze werd door hem aangesteld in een bijrol in Gösta Berlings Saga (1924), op voorwaarde dat ze tien kilo afviel. Stillers interesse in de actrice verbaasde de crewleden: Garbo's screentest verliep stroef; collega's beschreven haar als "ongemakkelijk". Haar kneedbaarheid beviel de regisseur; gedurende de opnamen vormde hij haar als actrice. Hij zette haar onder grote druk, omdat hij geloofde dat ze dan haar beste acteerwerk leverde, hetgeen resulteerde in een hechte band.
Voor de opnamen van haar volgende film Die freudlose Gasse (1925), ging Garbo met Stiller naar Duitsland. In 1924 had ze hier een ontmoeting met de Zweedse regisseur Victor Sjöström. Sjöström stelde hen vervolgens voor aan producent Louis B. Mayer, die destijds verbleef in Berlijn. Hoewel Mayer suggereerde dat Garbo gewicht moest verliezen, bood hij haar contractueel 400 dollar per week aan. Garbo signeerde dit contract en kwam op 25 juli 1925 met Stiller aan in New York.

### Eerste Amerikaanse filmrollen

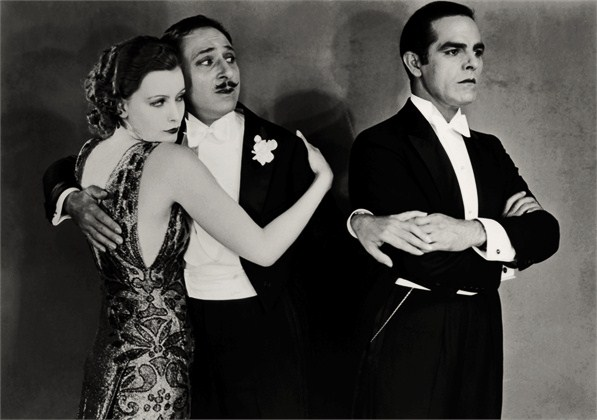
Garbo met Armand Kaliz en Antonio Moreno in The Temptress (1926)

Na een succesvolle samenwerking met fotograaf Arnold Genthe tekende Garbo op 26 augustus 1925 haar contract bij Metro-Goldwyn-Mayer. In deze periode stond haar verlegenheid haar in de weg van het vergaren van filmrollen. Op aanraden van Lillian Gish nam cameraman Hendrik Sartov een screentest af van de Zweedse actrice. Regisseur Monta Bell was destijds acteurs aan het uitkiezen voor Ibáñez' Torrent (1926) en wilde Norma Shearer voor de hoofdrol. Omdat Shearer pas net de opnamen van Lady of the Night (1925) had afgerond, wees ze de rol af. Bell zag hierna de screentest die Sartov met Garbo had gedaan en raakte geïntrigeerd en stond erop dat Garbo de rol zou krijgen. Voor Garbo was het aanbod bitterzoet: ze wilde namelijk dat haar eerste Amerikaanse film door Stiller zou worden geregisseerd.
Haar gebrek aan kennis van de Engelse taal zorgde voor conflicten met de filmploeg van Ibáñez' Torrent en met tegenspeler Ricardo Cortez. Hoewel Mayer er tijdens de promotie enkel positief over was, lagen de verwachtingen van de film laag. Het merendeel van de critici liet zich lovend uit. Zo vergeleek criticus Richard Watts, Jr. Garbo met Norma Talmadge, Carol Dempster, Zasu Pitts en Gloria Swanson. Studioproducent Irving Thalberg was tevreden met het succes en verleende Garbo toestemming om samen te werken met Stiller. Ze werd ingezet in Stillers The Temptress (1926). De draaiperiode verliep rampzalig: Garbo kreeg te horen dat haar zus Alva was gestorven, waarna de productie korte tijd werd gestaakt. Na hervatting werd Stiller door onenigheid met meewerkenden vervangen door Fred Niblo. The Temptress werd na de première in oktober 1926 een daverend succes, maar door ongeziene productiekosten werd het de enige film met Greta Garbo die financieel verlies leed. Hollywood was een filmster rijker, maar Garbo had zelf geen goed woord over voor de film.

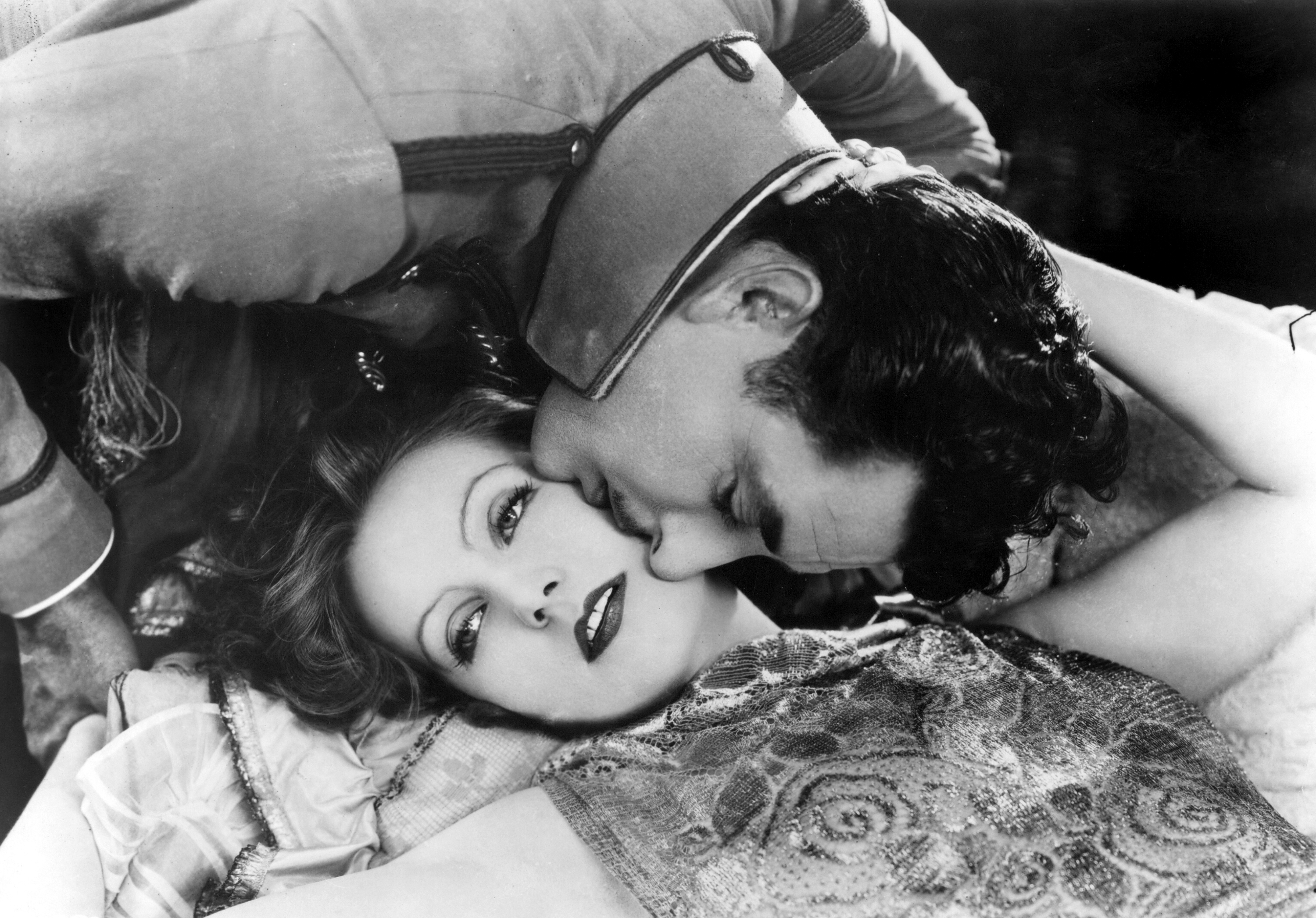
Garbo met John Gilbert in Flesh and the Devil (1926)

Ondanks een oproep voor een rustperiode, werd Garbo nadien onmiddellijk aangesteld tegenover John Gilbert in Flesh and the Devil (1926). Ze was ontevreden over het scenario en haar personage, en dreigde korte tijd terug te keren naar Zweden. Na de eerste opnamen raakte Gilbert verliefd op Garbo. Door de zichtbare aantrekkingskracht tussen de hoofdrolspelers werd scenarioschrijver Frances Marion ingehuurd om de scènes dusdanig te herschrijven, dat het een erotische tint zou krijgen. Gilbert deed Garbo publiekelijk een huwelijksaanzoek, maar zij liet hem onbeantwoord achter, hetgeen Gilbert motiveerde om een affaire te beginnen met Renée Adorée. De film werd aan het einde van 1926 uitgebracht en lokte een baanbrekend groot publiek. Stomme-filmcriticus Kevin Bronlow schreef dat Garbo een "erotischer optreden" gaf "dan Hollywood ooit had gezien".
Garbo kwam nadien opnieuw in conflict met de studio toen ze het scenario van Women Love Diamonds (1927) afwees, niet opdaagde op de set van een uiteindelijk nooit gerealiseerde verfilming van Anna Karenina, en werd ontslagen van het nooit afgemaakte project His Brother from Brazil. Mayer hield haar salaris in, maar gaf paradoxaal genoeg wel toe aan haar eis om haar salaris te verhogen van 600 dollar naar 3.000 dollar per week. Ze stemde toe aan de verfilming van Anna Karenina. De productie werd een maand lang gestaakt toen Garbo werd vergiftigd. Het project werd in deze periode hernoemd naar Love (1927), en Gilbert werd aangesteld als haar tegenspeler. Het tweetal had hun privéproblemen bijgelegd; zodoende verliep de draaiperiode zonder ophef. De media schreven over hun relatie, hetgeen gunstig bleek voor de publiciteit van de film. Het was de bedoeling dat het koppel ook samen te zien zou zijn in The Divine Woman (1928). Hoewel Gilbert niet beschikbaar was, werd Garbo wel ingezet.
Regisseur Victor Sjöström en cameraman Oliver T. Marsh probeerden om met The Divine Woman Garbo's imago te veranderen. Ze stond voorheen, tot eigen ongenoegen, bekend als een femme fatale, maar werd na de lancering van de film geprezen om haar nieuwe persona. Alle kopieën van The Divine Woman zijn verloren gegaan en dit is de enige film van Garbo die nu behoort tot een Verloren film. Garbo wees de hoofdrol af in Dream of Love (1928) en koos voor The Mysterious Lady (1928). Garbo werd na uitbrengst van deze film geprezen om haar acteerwerk. Ze bundelde haar krachten nog eenmaal samen met Gilbert voor A Woman of Affairs (1928) in een rol die ze zelf had uitgekozen om voor goed van haar vamp-imago af te komen. Ondanks argwaan van de studio dat haar populariteit kon worden aangetast als ze haar kledingdracht veranderde, werd kostuumontwerper Adrian ingehuurd om Garbo te ondersteunen bij haar imagoverandering naar een alledaagse vrouw.

### Overgang naar de geluidsfilm

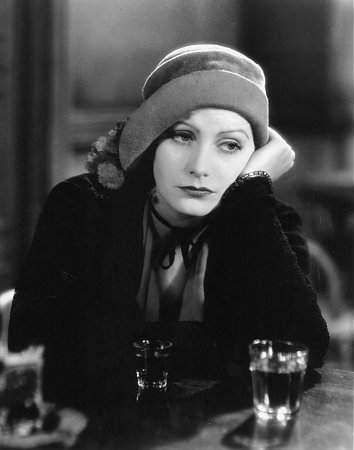
Garbo in haar eerste geluidsfilm Anna Christie (1930)

Garbo haastte zich vervolgens in de productie van Wild Orchids (1929), op voorwaarde dat ze daarna een lang bezoek mocht brengen aan haar familie in Zweden. De draaiperiode was moeizaam, omdat Garbo slecht meewerkte; haar gedrag verergerde toen ze te horen kreeg dat Stiller was overleden. Ze completeerde haar scènes en trok onmiddellijk naar Zweden. Mayer eiste dat ze terugkeerde voor heropnames en schorste haar toen ze niets van zich liet horen. Garbo bleef maandenlang in Zweden; Wild Orchids werd zonder heropnames uitgebracht en ontving daarom milde reacties. Eenmaal teruggekeerd werd ze aangesteld aan The Single Standard (1929), gevolgd door haar (en MGM's) laatste stomme film, The Kiss (1929).

De geluidsfilm had reeds een robuuste intrede gemaakt, maar Garbo vermeed dit nieuwe medium zo lang mogelijk omdat ze de kwaliteit van de nieuwe films niet hoog in haar vaandel nam. De studio sprak haar niet tegen: zij waren bang dat Garbo's Zweedse accent niet goed in de smaak zou vallen en hielden haar zo lang mogelijk verbonden aan stomme films. Tegen de tijd dat The Kiss in de maak was, had de geluidsfilm echter zo een vaste plek ingenomen, dat Garbo's carrière in gevaar kwam als ze zich niet aanpaste. Veel Zweedse collega's in Hollywood werden afgedankt omwille hun accent en waren al naar hun thuisland teruggekeerd. Thalberg overwoog een Amerikaanse remake van La Passion de Jeanne d'Arc (1928) als haar geluidsfilmdebuut, maar uiteindelijk werd ze geplaatst in Anna Christie (1930). 

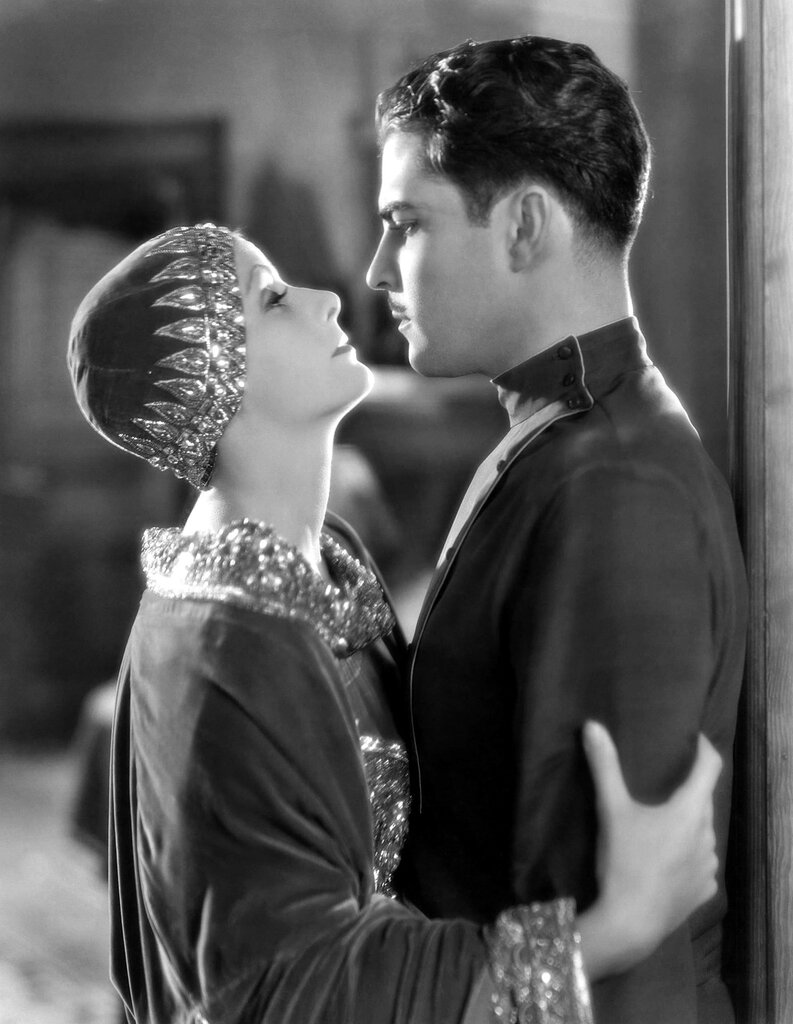
Garbo met Ramón Novarro in Mata Hari (1931)

 Dit kwam als een verrassing tot velen, omdat Anna Christie als het ware een langdurig monoloog is: de film zou een grote test zijn op Garbo's vocale talenten. Haar geluidsfilmdebuut werd als geen ander geanticipeerd: promotie voor Anna Christie luidde met de slogan "Garbo Talks! (Garbo Spreekt!)". Ze nam in 1930 een Duitstalige versie op, die een jaar later werd uitgebracht. Anna Christie was met een opbrengst van meer dan $1 miljoen het grootste commerciële succes van het jaar en Garbo's diepe, schorre stem werd hartelijk ontvangen. Voor haar vertolking van een Zweeds-Amerikaanse prostituee ontving Garbo haar eerste nominatie voor een Academy Award voor Beste Actrice, die ze deelde met haar rol in Romance (1930).
Na Anna Christie speelde Garbo in de kostuumfilm Romance (1930). Zowel voor Anna Christie als voor Romance ontving ze een Oscarnominatie. Vervolgens speelde ze in Inspiration (1931) en Susan Lenox (Her Fall and Rise) (1931). Deze films brachten - ondanks de Grote Depressie die het land teisterde - een grote winst op. Garbo was teleurgesteld dat ze constant prostituees of andere moreel beschadigde vrouwen moest vertolken, maar dit soort films bleken een succes te zijn. Hoewel ze niet haar eigen rollen mocht uitkiezen, had ze wel monopolie over haar collega's. Na professionele onenigheden op de set van Inspiration, verbraken regisseur Clarence Brown en Garbo in 1931 tijdelijk hun veelvoudige samenwerking. Ze koos eigenhandig Robert Montgomery als tegenspeler in Inspiration en Clark Gable als tegenspeler in Susan Lennox (Her Fall and Rise). Garbo kreeg concurrentie van de razendsnel rijzende ster Marlene Dietrich, die meestal in één zucht met Garbo werd genoemd, en daarom kwam haar volgende project Mata Hari (1931) op het juiste moment.
Omdat Garbo de studio tot nu toe meer dan $5 miljoen in winst had opgebracht, werden kosten voor Mata Hari niet geschuwd. Talloze scenaristen werden ingehuurd om het scenario aan te scherpen en de mannelijke hoofdrol ging naar de destijds zeer populaire acteur Ramón Novarro, met wie ze een plezierige samenwerking beleefde. Vergelijking met de onofficiële Mata Hari-verfilming Dishonored (1931) met Dietrich als spionne was onvermijdelijk. De pers schreef over haar erotische dansspel, wat bijdroeg aan het succes van de film: het publiek moest bij de première in bedwang worden gehouden door de politie. Mata Hari leverde de studio een winst van meer dan $1 miljoen op.

### Icoon in het Gouden Filmtijdperk
Garbo werd vervolgens aangesteld in de mozaïekfilm Grand Hotel (1932). Actrice Norma Shearer had aanvankelijk de eerste keuze op de vrouwelijke rollen, maar zij trok zich terug. Hierna kon Garbo worden geplaatst als ballerina die baalt van haar sterrendom, tegenover John Barrymore, Joan Crawford, Wallace Beery en Lionel Barrymore. Hoewel ze de hoofdrol voor het eerst moest delen met vier anderen (ze verscheen in minder dan tien van de dertig scènes), was ze tevreden omdat ze naar eigen mening voor het eerst een volwassen rol speelde, en bovendien kon samenwerken met John Barrymore. Grand Hotel was na Shanghai Express het grootste commerciële succes van het jaar en won de Academy Award voor Beste Film. Garbo had niet eerder zulke gunstige kritieken gekregen en mocht spreken van een triomf. Ze verdiende circa $ 250.000-300.000 per film ($ 4–5 miljoen aangepast aan inflatie), en werd benoemd tot "de grootste geldgenerator van het witte doek".
Hierna werd gespeculeerd over een gewaagder filmproject, maar producent Thalberg durfde geen risico's te nemen en wees de elegante hoofdrol in As You Desire Me (1932) aan Garbo toe. Ze maakte de film op voorwaarde dat Erich von Stroheim tegenover haar zou verschijnen. Hoewel studiohoofd Louis B. Mayer openlijk een hekel had aan Von Stroheim, werd haar wens ingewilligd. Het project werd, ondanks een moeizame samenwerking met Von Stroheim met een rap tempo gemaakt, omdat Garbo's contract in april 1932 afliep en er werd gespeculeerd over haar vertrek uit Hollywood.

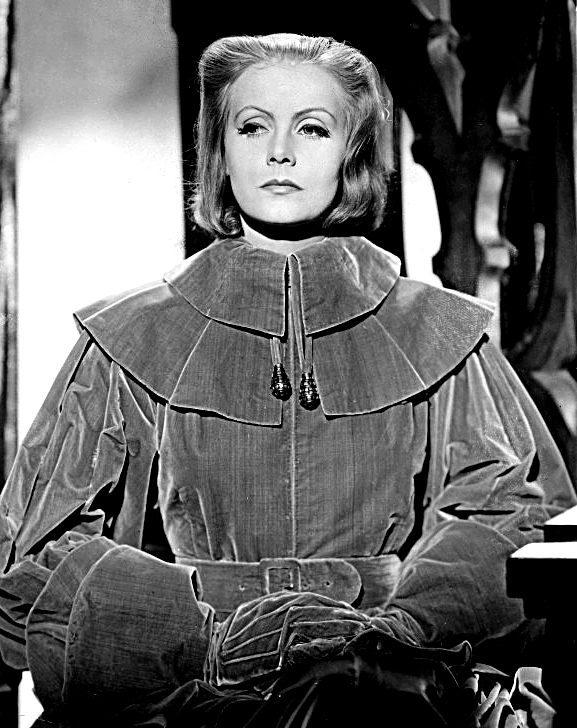
Garbo in Queen Christina (1933)

Nadat haar contract ten einde kwam, besloot Garbo terug te keren naar Zweden. De bank waar ze haar geld bewaarde was echter failliet gegaan, waardoor ze geen rooie cent meer bezat. Daarom continueerde ze uit financiële overwegingen haar contract met Metro-Goldwyn-Mayer. Haar weeksalaris werd verhoogd van $ 6.000 naar $ 15.000 per week. Bovendien kreeg ze meer invloed in de filmprojecten waaraan ze zich verbond en in de keuze van haar tegenspelers. Afgezien van de leden van United Artists had geen enkele acteur zoveel zeggenschap over een contract. Hierdoor kon ze voor Queen Christina (1933), de eerste film die ze goedkeurde, John Gilbert aanwijzen voor de hoofdrol. Omdat de samenwerking met haar eerste tegenspeler Laurence Olivier stroef verliep, koos ze tot groot ongenoegen van Mayer voor Gilbert, die op dat moment al met pensioen was. De draaiperiode verliep enigszins stroef voor Garbo, omdat regisseur Rouben Mamoulian haar na diensttijd liet werken en haar dwong zich voor te bereiden op haar scènes. Ze was hem hier later dankbaar voor, maar keek ontevreden terug op de film, omdat ze vond dat de historische accuraatheid verloren was gegaan ten gunste van de commercie. Queen Christina was de eerste film waarin ze niet als lustobject verscheen en dat viel niet bij iedereen in de smaak: het Amerikaanse publiek was niet meer zo enthousiast als voorheen om naar de bioscoop te gaan, maar het Europese publiek kwam er massaal op af.
Garbo's volgende project was The Painted Veil (1934). Intussen was de Hays Code ernstig aangescherpt, waardoor Garbo's vorige films uit de roulatie werden genomen en The Painted Veil minder expliciet werd gemaakt. Garbo had nadien geen goed woord over voor de film. Schrijfster Mercedes de Acosta, een goede vriendin en vermeende minnares van Garbo, had intussen een filmbewerking van het leven van Jeanne d'Arc gemaakt, mede omdat Garbo jarenlang haar enthousiasme over dit project had geuit. Garbo, wier contract ten einde liep na The Painted Veil, wees het project af, maar tekende wel een nieuw contract waarin ze beloofde nog een film te maken in ruil voor een salaris van $ 275.000. Thalberg opperde een remake van Anna Karenina. Garbo stemde toe en de film ging in productie onder leiding van David O. Selznick, die haar afraadde Garbo om kort na Queen Christina weer zo'n historisch drama te maken. Hij haalde haar over om in plaats daarvan de dramafilm Dark Victory (1939) te maken, maar de kosten voor dat project bleken te hoog te zijn.

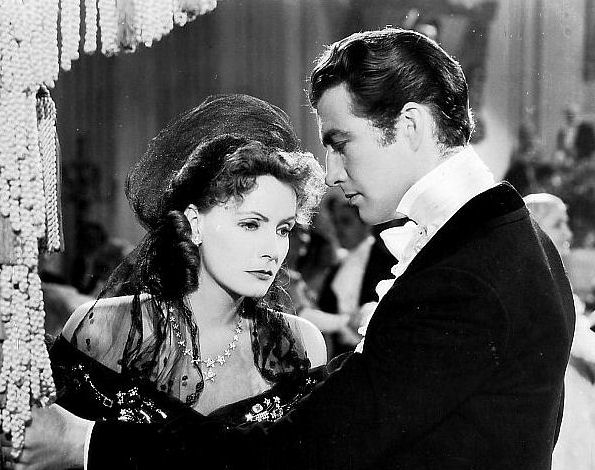
Garbo met Robert Taylor in Camille (1936)

Een draaiperiode voor Anna Karenina (1935) ging alsnog van start. Garbo zette een zeer ingehouden en introverte vertolking neer, hetgeen opschudding veroorzaakte bij haar collega's. Zij hadden pas op het witte doek door dat Garbo acteerde via minimale gezichtsuitdrukkingen. Deze nieuwe aanpak viel in de smaak. Voor het eerst sinds Mata Hari was een Garbofilm zo'n overweldigend succes. Ze ontving de New York Film Critics Circle Award voor Beste Actrice. Ze tekende een contract voor nog twee films; voor elk zou ze $ 250.000 ontvangen. Na een vakantie in Zweden zou ze beginnen aan een filmbewerking van Maria Walewska's leven, maar Salka Viertel was destijds niet beschikbaar om het scenario gereed te maken en het project werd vertraagd. Garbo was ontevreden dat ze in plaats daarvan werd aangesteld voor Camille (1936), omdat ze van mening was dat de film te veel verwant was aan Anna Karenina. Toen ze het scenario las, veranderde ze van gedachten. Met veel enthousiasme begon ze aan de draaiperiode: ze had af en toe creatieve visies op het scenario die afweken van die van regisseur George Cukor. Het project werd kort stilgelegd na de onverwachte dood van producent Thalberg, maar Garbo werkte mee en sprak vol lof over Cukor. Ze had wederom een hit op haar naam staan en werd genomineerd voor een Oscar. Die verloor ze van Luise Rainer voor The Good Earth (1937). Wel ontving ze in 1937 de Zweedse koninklijke onderscheiding Litteris et Artibus. Marguerite Gautier behoort tot Garbo's meest gevierde rollen.

### Laatste filmrollen

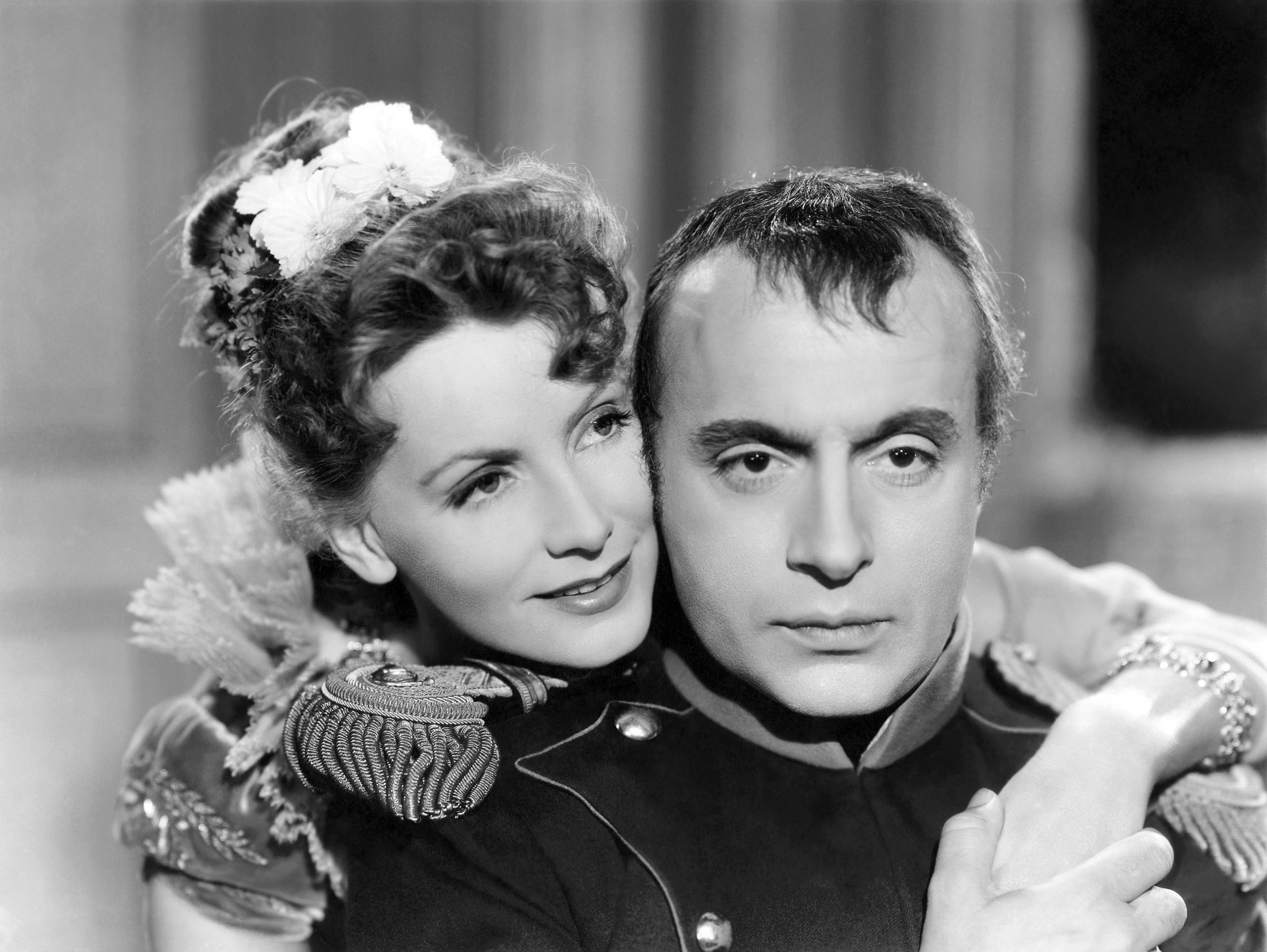
Garbo met Charles Boyer in Conquest (1937)

Voor Conquest (1937), de verfilming van Walewska's leven, wilde Viertel niet op kosten besparen: hoewel Garbo hierin - anders dan normaal - geen elegante vrouw speelde, moest de film het meest extravagante, groots opgezette project uit haar carrière worden. Niet minder dan zeventien schrijvers werden ingehuurd om het scenario te perfectioneren, maar zelfs de laatste versie kon de filmploeg niet behagen. Garbo had geen interesse in het verhaal of in het leven van Walewska; ze zou in tranen naar haar eerste draaidag zijn gegaan. In Conquest werkte ze voor de zevende en laatste keer samen met regisseur Clarence Brown. Het project had talloze retakes en kwam pas na vijf maanden tot een eind. De film was met een uiteindelijk budget van $3,8 miljoen de duurste film van Metro-Goldwyn-Mayer, maar hij wierp niet zijn vruchten af: hoewel hij geld opbracht in Europa, was de film een commerciële teleurstelling in de Verenigde Staten met een verlies van $1,39 miljoen. Critici klaagden bovendien dat Garbo voor het eerst in haar carrière werd overschaduwd door haar tegenspeler. Garbo werd in 1938, samen met Joan Crawford, Bette Davis, Marlene Dietrich, Katharine Hepburn, Mae West, Edward Arnold en Fred Astaire benoemd tot 'Box Office Poison'; dit hield in dat films met haar in de hoofdrol waren gedoemd om te floppen.

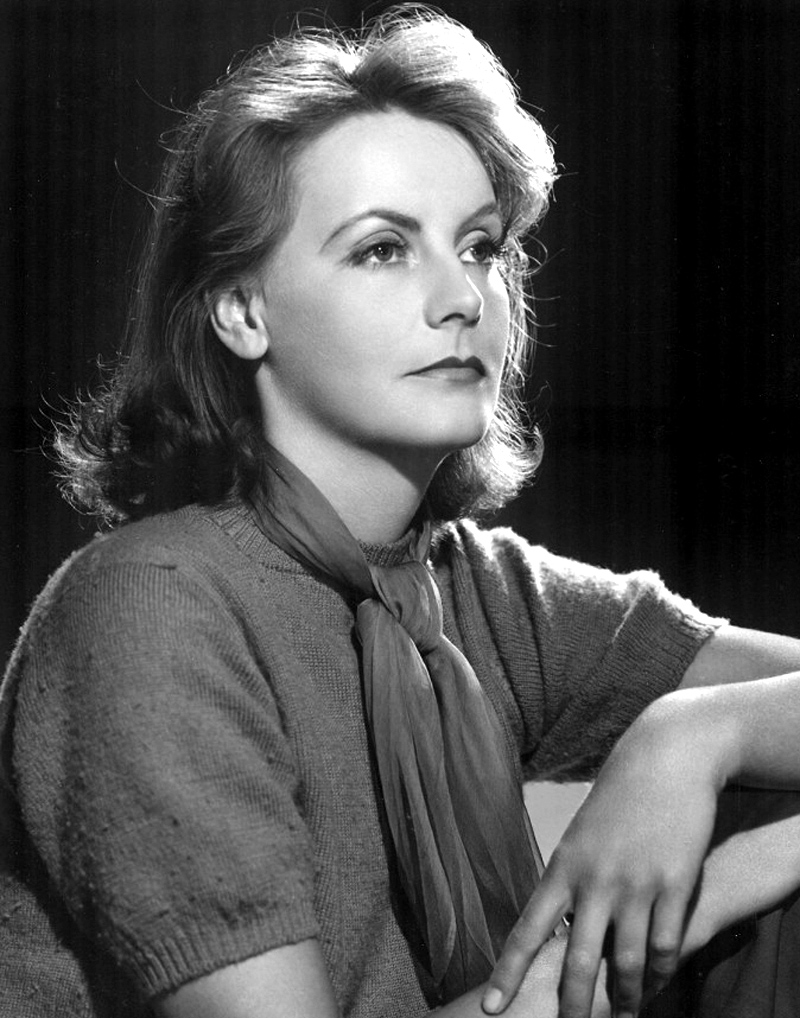
Garbo in Ninotchka (1939)

Er waren verschillende factoren die een comeback verhinderden: Garbo werd hevig beïnvloed door Viertel - die Garbo een seksloos imago wilde geven - en kon zodoende niet kapitaliseren op haar sensuele karakter, dat van haar films zo een succes had gemaakt. Daarnaast keurde ze vrijwel elk aangeboden filmproject af, waardoor ze in het hele jaar in geen enkele film te zien was en zodoende uit de spotlights raakte. Een derde obstakel was de onrust in Europa, waar de grootste afzetmarkt was voor Garbo's films. Viertel wilde dat haar volgende film kon worden gepromoot met de slogan 'Garbo Laughs! (Garbo Lacht!)' en Garbo koos - na een gefaalde poging om te verschijnen in een verfilming van het leven van Marie Curie -zodoende voor een moderne komedie, Ninotchka (1939). Voor deze film ontving ze 'slechts' $125.000. Ernst Lubitsch werd aangesteld als regisseur en sprak over een positieve samenwerking met Garbo; De Acosta droeg hieraan bij dat Garbo sinds Flesh and the Devil (1926) niet meer zo lovend was over een filmproject. Ninotchka werd een commercieel succes, Garbo werd bejubeld om haar komisch talent en sleepte haar derde Oscarnominatie in de wacht; ze verloor van Vivien Leigh in Gone with the Wind (1939). De studio was zeker van een geslaagde comeback, maar Garbo begon last te krijgen van paniekaanvallen en zware humeuren, waarna ze een continuering van haar contract verwierp en in plaats daarvan gedurende zes maanden in therapie ging. Terwijl Garbo zich isoleerde van de buitenwereld in New York, was de studio in Los Angeles te druk bezig met het promoten van nieuw talent (onder wie Lana Turner, Hedy Lamarr en Greer Garson) om zich met haar carrière te bekommeren.

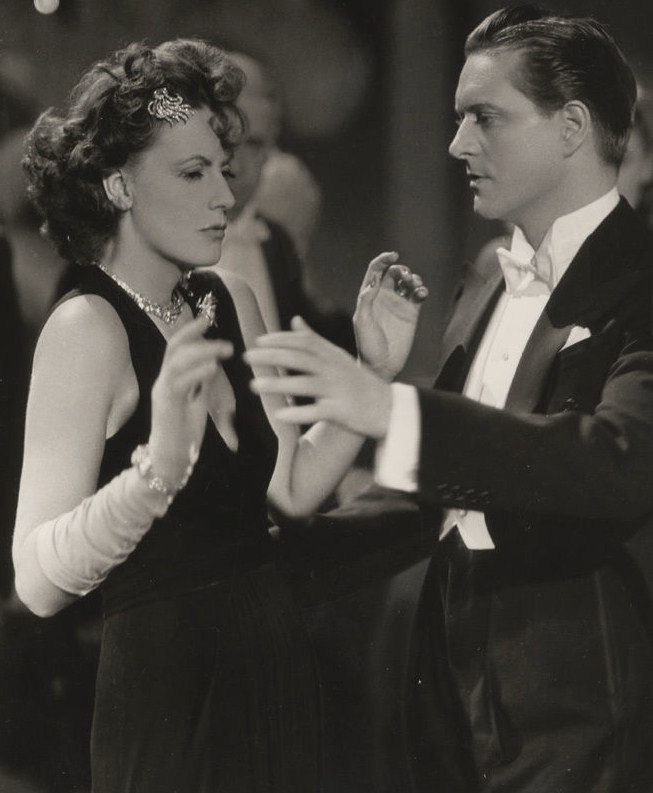
Garbo met Robert Alton in "Two-Faced Woman (1941)

Garbo keerde in het najaar van 1940 terug naar de speelfilmindustrie. Op 20 november 1940 tekende ze een nieuw contract bij MGM. Verschillende filmscripts werden haar aangeboden, waaronder A Woman's Face. In plaats daarvan koos ze voor de luchtige komedie Two-Faced Woman (1941). De Tweede Wereldoorlog was inmiddels in volle gang en daarom nam ze, wetende dat ze het merendeel van haar publiek was verloren, genoegen met een salaris van $150.000. Viertel hoopte om met deze film Garbo te amerikaniseren; het publiek had namelijk interesse verloren in haar buitenlandse allure. Garbo voelde zich niet op haar gemak met dit opgelegde imago, en dit gepaard met een stroeve draaiperiode zorgde ervoor dat de film uitliep op een fiasco. Garbo kreeg de meest vernietigende recensies uit haar gehele carrière en besloot om te stoppen met acteren tot na de oorlog - maar ze keerde nooit meer terug naar de film.
Ondanks een statement van studiohoofd Louis B. Mayer dat Garbo films mocht blijven maken zolang hij de baas was, werd Garbo al gauw vervangen door een andere Zweedse actrice, Ingrid Bergman. Na haar laatste film kwam er nog regelmatig speculatie van een comeback. Tot grote verrassing van velen stemde ze in het najaar van 1942 in met The Girl from Leningrad, maar Mayer verloor zijn interesse in het filmproject, dat nooit tot stand kwam. Tot aan de jaren 80 werd aan Garbo nog filmrollen aangeboden, maar ze sloeg ze vrijwel allemaal af; of ze trok zich om de geringste reden terug.

## Persoonlijk leven
Garbo weigerde in 1924 een huwelijksaanzoek van acteur Nils Asther, die opmerkelijk genoeg bekendstond als "de mannelijke Greta Garbo". Ze vertelde hem dat ze nooit in haar leven zou trouwen, zodat ze zich geheel kon wijden aan het acteervak.
Er is veel speculatie over Garbo's geaardheid. Ze zou een langdurige relatie hebben gehad met schrijfster Mercedes de Acosta. Ook was ze een van de vele filmactrices die enige tijd een verhouding hadden met de schrijver Erich Maria Remarque.

## Imago

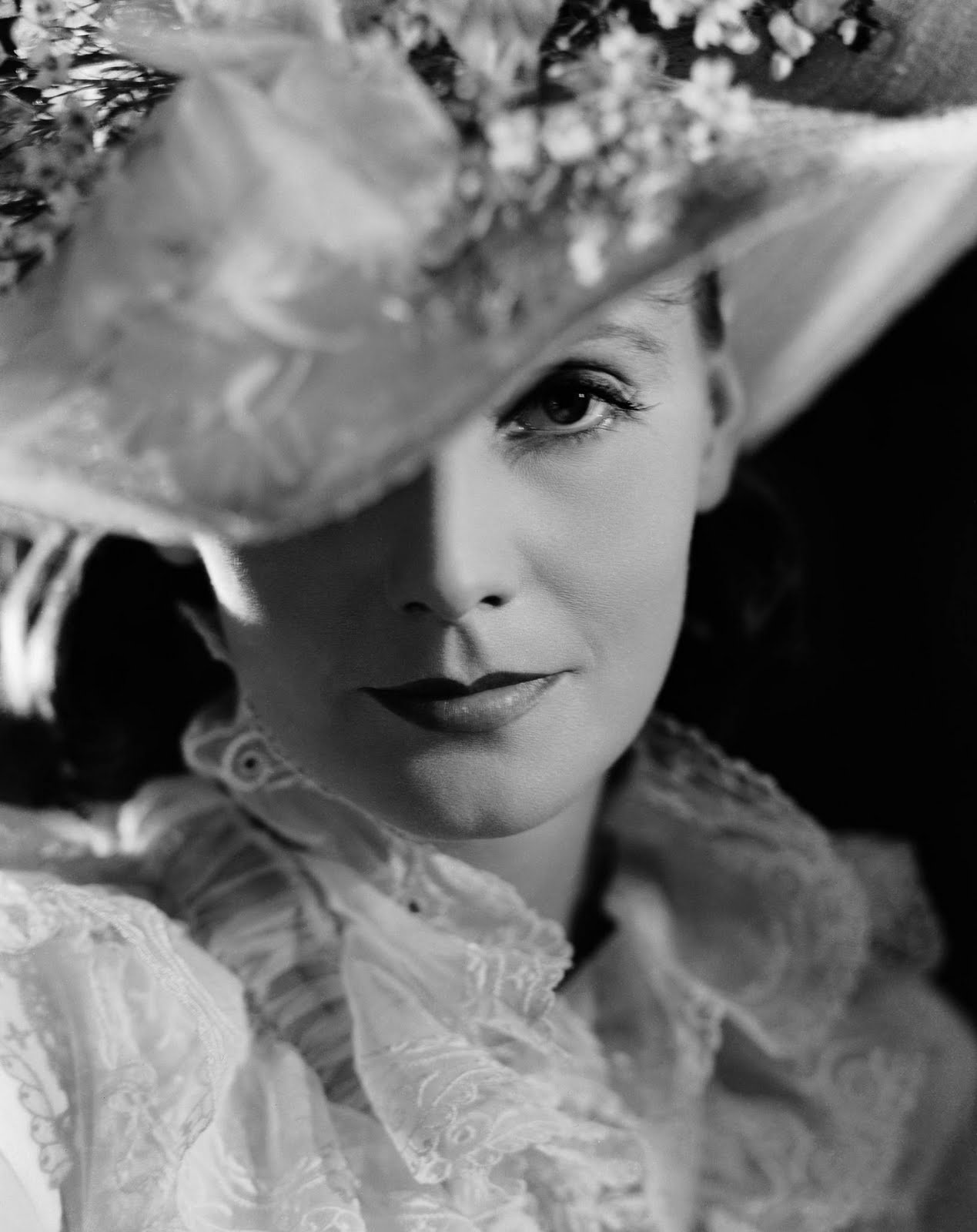
Garbo in Anna Karenina (1935)

Garbo werd in media beschreven als een mysterieuze vrouw die publiciteit meed. Ze gaf in heel haar carrière slechts veertien interviews, gaf nooit handtekeningen en liet haar duizenden fanbrieven per week vernietigen, met de uitleg: "Ik voel me niet verantwoordelijk voor iets waar ik niet om heb gevraagd.". Over haar fans vervolgde ze: "Ik geef ze alles wat ik heb op het witte doek. Waarom proberen ze mij mijn privacy te ontnemen?"
Bovendien weigerde ze na 1930 om te poseren voor publiciteitsfoto's of posters. Niettemin was ze volgens haar biograaf Mark A. Vieira wel geobsedeerd met het verzamelen van al haar krantenknipsels. Ze zou haar vrije tijd graag in isolatie hebben doorgebracht en wees vrijwel elk aanbod voor formele sociale verschijningen af, waaronder een bezoek aan Pickfair ondanks een uitgebreide uitnodiging van Mary Pickford. Als ze wel opdaagde, gedroeg ze zich volgens andere gasten "ongemakkelijk" en was er sprake van "een bijna kinderlijk gebrek aan interesse" voor sociale interactie.
Garbo stond bekend om samenwerken niet te laten vlotten. Regisseur Clarence Brown weet het zich afzonderen van haar collega's op filmsets aan het feit dat ze zich inferieur voelde en verlegen gedroeg vanwege een terugkerende taalblokkade. Proefopnames en andere voorbereidingen liet ze waar mogelijk aan zich voorbijgaan, voorbereiden deed ze liefst in haar eentje.
 Ze liet haar minachting voor de projecten waar ze aan meewerkte vaak blijken, dreigde regelmatig om voorgoed terug te keren naar Zweden en haar collega's waren weleens de uitputting nabij, omdat ze ongewone eisen kon stellen: tegenspeelster Karen Morley mocht haar niet recht in het gezicht aankijken tijdens de opnamen van Inspiration. Garbo zei ooit fameus "I want to be alone (Ik wil met rust worden gelaten)". Actrice Marie Dressler, met wie ze in Anna Christie verscheen, observeerde Garbo's gedrag: "Garbo is eenzaam. Dat is ze altijd al geweest en dat zal ze altijd blijven.[...] Ze is een geweldige artieste, maar het is zowel haar sublieme glorie als haar opperste tragedie dat acteren haar enige realiteit is." Garbo had weinig interesse voor haar eigen films, maar noemde geld veruit de belangrijkste drijfveer om met acteren door te gaan.
Garbo was in de jaren 30 een van de grootste sterren van Hollywood en haar internationale allure baande een weg voor andere Europese actrices: de Duitse Marlene Dietrich werd in 1930 geïntroduceerd als "Paramounts antwoord op Garbo" en de Oostenrijkse Luise Rainer werd in 1935 naar de Verenigde Staten gebracht als een "nieuwe Greta Garbo". Garbo was zo populair, dat in 1930 de term 'Garbomaniacs' werd geïntroduceerd om de talloze fans te definiëren.

## Openbare collecties (selectie)
- Rijksmuseum Amsterdam, Amsterdam[83]

## Voetnoten
1. ↑  Ware, Susan; (2004) Notable American Women: A Biographical Dictionary: Completing the Twentieth Century, blz. 227-28
2. ↑  Swenson, Karen; (1997) Greta Garbo: A Life Apart, blz. 25
3. ↑  Swenson, Karen; (1997) Greta Garbo: A Life Apart, blz. 26
4. ↑  Swenson, Karen; (1997) Greta Garbo: A Life Apart, blz. 27
5. ↑  Swenson, Karen; (1997) Greta Garbo: A Life Apart, blz. 32
6. ↑  Swenson, Karen; (1997) Greta Garbo: A Life Apart, blz. 34
7. ↑  Swenson, Karen; (1997) Greta Garbo: A Life Apart, blz. 39
8. ↑  Swenson, Karen; (1997) Greta Garbo: A Life Apart, blz. 40
9. ↑  Swenson, Karen; (1997) Greta Garbo: A Life Apart, blz. 41
10. ↑  Swenson, Karen; (1997) Greta Garbo: A Life Apart, blz. 48
11. ↑  Swenson, Karen; (1997) Greta Garbo: A Life Apart, blz. 59
12. ↑  Swenson, Karen; (1997) Greta Garbo: A Life Apart, blz. 60-61
13. ↑  Vieira, Mark. A.; (2005) Greta Garbo: A Cinematic Legacy, blz. 9
14. ↑  Vieira, Mark. A.; (2005) Greta Garbo: A Cinematic Legacy, blz. 10
15. ↑  Vieira, Mark. A.; (2005) Greta Garbo: A Cinematic Legacy, blz. 12-13
16. ↑  Vieira, Mark. A.; (2005) Greta Garbo: A Cinematic Legacy, blz. 13
17. ↑  (en)  Garbo Forever Ricardo Cortez (The Torrent) "On the set". Gearchiveerd op 17 mei 2022.
18. ↑  (en)  The Torrent, A review by Dean Thompson, ©1997
19. ↑  (en)  Garbo Forever The Temptress "New Director". Gearchiveerd op 17 mei 2022.
20. ↑  Koszarski, Richard; (1994) An Evening's Entertainment: The Age of the Silent Feature Picture, 1915–1928, blz. 253
21. ↑  Vieira, Mark. A.; (2005) Greta Garbo: A Cinematic Legacy, blz. 33
22. ↑  Brownlow, Kevin (2005). Garbo (Televisieproductie). Turner Classic Movies. 13:00-14:00 minuten.
23. ↑  (en)  Garbo Forever Timeline 1925-1929 "November 1926". Gearchiveerd op 7 december 2022.
24. ↑  (en)  Garbo Forever The Mysterious Lady "Trivia". Gearchiveerd op 29 november 2021.
25. ↑  Vieira, Mark. A.; (2005) Greta Garbo: A Cinematic Legacy, blz. 67-68
26. ↑  Vieira, Mark. A.; (2005) Greta Garbo: A Cinematic Legacy, blz. 72-73
27. ↑  Vieira, Mark. A.; (2005) Greta Garbo: A Cinematic Legacy, blz. 78
28. ↑  Vieira, Mark. A.; (2005) Greta Garbo: A Cinematic Legacy, blz. 80-81
29. ↑  Vieira, Mark. A.; (2005) Greta Garbo: A Cinematic Legacy, blz. 84
30. ↑  Vieira, Mark. A.; (2005) Greta Garbo: A Cinematic Legacy, blz. 90
31. 1 2  Vieira, Mark. A.; (2005) Greta Garbo: A Cinematic Legacy, blz. 104
32. ↑  (en)  Turner Classic Movies ARTICLES (Anna Christie)
33. ↑  Paris, Barry; (1994) Garbo, blz. 570
34. ↑  Vieira, Mark. A.; (2005) Greta Garbo: A Cinematic Legacy, blz. 111
35. ↑  Garbo - A Biography Barry Paris - Sidgwick & Jackson 1995
36. 1 2  Vieira, Mark. A.; (2005) Greta Garbo: A Cinematic Legacy, blz. 125-32
37. ↑  Vieira, Mark. A.; (2005) Greta Garbo: A Cinematic Legacy, blz. 142
38. ↑  (en)  Turner Classic Movies ARTICLES (Mata Hari)
39. ↑  Swenson, Karen; (1997) "Greta Garbo: A Life Apart", blz. 266
40. ↑  Vieira, Mark. A.; (2005) Greta Garbo: A Cinematic Legacy, blz. 152
41. ↑  Vieira, Mark. A.; (2005) Greta Garbo: A Cinematic Legacy, blz. 160
42. ↑  (en)  "Greta Garbo, 84, Screen Icon Who Fled Her Stardom, Dies" The New York Times, 16 april 1990. Geraadpleegd op 26 december 2013.
43. ↑  Swenson, Karen; (1997) "Greta Garbo: A Life Apart", blz. 244
44. ↑  Paris, Barry; (1994) Garbo, blz. 284
45. 1 2  Vieira, Mark. A.; (2005) Greta Garbo: A Cinematic Legacy, blz. 164
46. ↑  Paris, Barry; (1994) Garbo, blz. 285
47. ↑  Vieira, Mark. A.; (2005) Greta Garbo: A Cinematic Legacy, blz. 189
48. 1 2  Vieira, Mark. A.; (2005) Greta Garbo: A Cinematic Legacy, blz. 190
49. ↑  Vieira, Mark. A.; (2005) Greta Garbo: A Cinematic Legacy, blz. 200
50. ↑  Vieira, Mark. A.; (2005) Greta Garbo: A Cinematic Legacy, blz. 201-02
51. ↑  Vieira, Mark. A.; (2005) Greta Garbo: A Cinematic Legacy, blz. 208-09
52. ↑  Vieira, Mark. A.; (2005) Greta Garbo: A Cinematic Legacy, blz. 213
53. ↑  Vieira, Mark. A.; (2005) Greta Garbo: A Cinematic Legacy, blz. 218-19
54. ↑  Vieira, Mark. A.; (2005) Greta Garbo: A Cinematic Legacy, blz. 223-26
55. 1 2 3  (en)  Turner Classic Movies ARTICLES (Conquest). Gearchiveerd op 27 juli 2020.
56. ↑  Vieira, Mark. A.; (2005) Greta Garbo: A Cinematic Legacy, blz. 232
57. ↑  Vieira, Mark. A.; (2005) Greta Garbo: A Cinematic Legacy, blz. 235
58. ↑  Vieira, Mark. A.; (2005) Greta Garbo: A Cinematic Legacy, blz. 238
59. ↑  (en)  Classic Movie Favorites: How Joan Crawford Survived Box Office Poison twice! (29 juli 2015). Gearchiveerd op 26 oktober 2022.
60. ↑  Vieira, Mark. A.; (2005) Greta Garbo: A Cinematic Legacy, blz. 239-40
61. ↑  Vieira, Mark. A.; (2005) Greta Garbo: A Cinematic Legacy, blz. 244
62. ↑  Vieira, Mark. A.; (2005) Greta Garbo: A Cinematic Legacy, blz. 252
63. ↑  Greta Garbo - A Life Apart Karen Swenson - Scribner 1997
64. ↑  Vieira, Mark. A.; (2005) Greta Garbo: A Cinematic Legacy, blz. 255
65. ↑  Vieira, Mark. A.; (2005) Greta Garbo: A Cinematic Legacy, blz. 256
66. ↑  (en)  Turner Classic Movies ARTICLES (Two-Faced Woman). Gearchiveerd op 9 april 2017.
67. 1 2  Vieira, Mark. A.; (2005) Greta Garbo: A Cinematic Legacy, blz. 268
68. ↑  Vieira, Mark. A.; (2005) Greta Garbo: A Cinematic Legacy, blz. 271
69. ↑  Swenson, Karen; (1997) Greta Garbo: A Life Apart, blz. 70
70. ↑  Hugo Vickers, Loving Garbo: The Story of Greta, Cecil Beaton, and Mercedes de Acosta. Random House, New York, 1994.
71. ↑  Gabriele Katz: Liebe mich! Erich Maria Remarque und die Frauen. Ebersbach & Simon, Berlin, 2018.
72. ↑  Paris, Barry; (1994) Garbo, blz. 178
73. ↑  Vieira, Mark. A.; (2005) Greta Garbo: A Cinematic Legacy, blz. 161
74. 1 2  Vieira, Mark. A.; (2005) Greta Garbo: A Cinematic Legacy, blz. 236
75. ↑  Vieira, Mark. A.; (2005) Greta Garbo: A Cinematic Legacy, blz. 92
76. 1 2  Vieira, Mark. A.; (2005) Greta Garbo: A Cinematic Legacy, blz. 93
77. ↑  Vieira, Mark. A.; (2005) Greta Garbo: A Cinematic Legacy, blz. 72
78. ↑  Vieira, Mark. A.; (2005) Greta Garbo: A Cinematic Legacy, blz. 107
79. ↑  Vieira, Mark. A.; (2005) Greta Garbo: A Cinematic Legacy, blz. 124
80. ↑  Vieira, Mark. A.; (2005) Greta Garbo: A Cinematic Legacy, blz. 109
81. ↑  Vieira, Mark. A.; (2005) Greta Garbo: A Cinematic Legacy, blz. 118
82. ↑  Shipman, David; (1995) "The Great Movie Stars, The Golden Years", blz. 450-51
83. ↑  Objecten in het Rijksmuseum. Gearchiveerd op 18 juli 2023.

- Bibsys: 90145461
- Biblioteca Nacional de España: XX982767
- Bibliothèque nationale de France: cb12464422r (data)
- Catàleg d'autoritats de noms i títols de Catalunya: 981058508784806706
- CiNii: DA11755232
- Gemeinsame Normdatei: 118537571
- International Standard Name Identifier: 0000 0003 6849 7597
- KulturNav: 16342f85-020f-46ac-9439-a2bbc8d3323a
- Library of Congress Control Number: n79040098
- Nationale Bibliotheek van Letland: 000184785
- MusicBrainz: 7acc0822-d87b-4190-a717-582a46768bc5
- National Archives and Records Administration: 10582460
- Bibliotheek van het Japanse parlement: 00620707
- Nationale Bibliotheek van Tsjechië: jn20000700587
- Nationale bibliotheek van Australië: 35921877
- Nationale Bibliotheek van Israël: 987007303569705171
- Nationale Bibliotheek van Polen: a0000001262136
- Nederlandse Thesaurus van Auteursnamen: 070489238
- Istituto Centrale per il Catalogo Unico: RAVV088841
- LIBRIS: 201441
- SNAC: w6z60q5h
- Système universitaire de documentation: 033825769
- Trove: 1146749
- Union List of Artist Names: 500335875
- Virtual International Authority File: 49322993
- WorldCat: E39PBJhd768DktpdP4GJGhKfMP